# Safia leucoplaga
Safia leucoplaga là một loài bướm đêm trong họ Noctuidae.